# Charles E. Dudley
Charles E. Dudley (Staffordshire, 1780. május 23. – Albany, 1841. január 23.) az Amerikai Egyesült Államok szenátora (New York, 1829–1833).